# Lorenzo Henrie
Lorenzo James Henrie (Phoenix, Arizona; 29 de junio de 1993), también conocido como James Henrie, es un actor estadounidense. Es más conocido por su papel de Christopher "Chris" Manawa en la serie de televisión Fear the Walking Dead.

## Primeros años
Henrie nació y creció en Phoenix, Arizona, el 29 de junio de 1993, segundo hijo de Linda (apellido de soltera, Finocchiaro) y Jim Henrie. Sus abuelos maternos eran italianos y su padre es descendiente de ingleses y franceses. Su hermano mayor es el también actor David Henrie. 

## Carrera
Henrie comenzó a actuar a la edad de ocho años e hizo su debut cinematográfico en 2004, interpretando el papel de Jerry en la película Arizona Summer. En los años psteriores, Henrie interpretó una gran variedad de papeles en la televisión, incluyendo un rol recurrente en la serie 7th Heaven, en el papel de Jeffrey Turner, hijo adoptivo del personaje Chandler Hampton (interpretado por el actor Jeremy London). También ha aparecido en series como Malcolm in the Middle, Ghost Whisperer, Wanted, CSI: Miami y NCIS: Los Angeles.
En 2009, Henrie participó en el largometraje del prestigioso director J.J. Abrams Star Trek, en el papel secundario de un niño vulcano. A la edad de 16 años, consiguió el papel principal de Ted Wheeler en la película Almost Kings, junto a Portia Doubleday y Alex Frost. La película se estrenó en el Festival de Cine de Hollywood de 2010. En 2015, fue elegido para el papel recurrente de Christopher "Chris" Manawa en la serie de drama y terror Fear the Walking Dead, un spin-off de The Walking Dead.

## Filmografía

### Cine
| Año  | Título                 | Rol          | Notas         |
| ---- | ---------------------- | ------------ | ------------- |
| 2004 | Arizona Summer         | Jerry        | Rol principal |
| 2009 | Star Trek              | Niño vulcano |               |
| 2010 | Almost Kings           | Ted Wheeler  |               |
| 2014 | Riding 79              | Migue        |               |
| 2015 | Paul Blart: Mall Cop 2 | Lorenzo      |               |
| 2015 | Warrior Road           | Joseph       |               |
| 2019 | Only Mine              | Tommy        |               |
| 2020 | This Is the Year       | Josh         |               |

### Televisión
| Año       | Título                 | Rol                  | Notas                                                     |
| --------- | ---------------------- | -------------------- | --------------------------------------------------------- |
| 2004      | Malcolm in the Middle  | Chico normal         | Estrella invitada                                         |
| 2004      | LAX                    | Cody                 | Estrella invitada                                         |
| 2004      | 7th Heaven             | Jeffrey Turner       | Recurrente                                                |
| 2005      | Ghost Whisperer        | Rat                  | Estrella invitada                                         |
| 2005      | Wanted                 | Eric Pretatorio      | Estrella invitada                                         |
| 2006      | Cold Case              | Joven Mike           | 2 episodios Recurrente                                    |
| 2007      | CSI: Miami             | Justin Montavo       | Episodio: «Broken Home» Estrella invitada                 |
| 2009      | Star Trek              | Matón vulcano #1     | Rol menor                                                 |
| 2010      | Almost Kings           | Ted Wheeler          | Rol principal                                             |
| 2010      | NCIS                   | Brandon              | Estrella invitada                                         |
| 2015-2016 | Fear The Walking Dead  | Christoper Manawa    | Protagonista (temporada 1-2, 16 episodios)                |
| 2016      | Agents of S.H.I.E.L.D. | Gabriel «Gabe» Reyes | Estrella invitada 4 episodios; serie de televisión de ABC |
| 2018      | Kevin Can Wait         | Anthony              | Episodio: «Delivery Guy»                                  |